# 安德鲁·斯坦普
安德鲁·斯坦普（英語：Andrew Stamp，2001年12月15日—），英国男子蹦床运动员，2022年世界蹦床锦标赛男子团体全能金牌得主、2023年世界蹦床锦标赛男子个人网上团体和男子团体全能铜牌得主。